# گمینا وانگروویتس
گمینا وانگروویتس (به لهستانی:  Gmina Wągrowiec) یک گمینا در لهستان است که در شهرستان وانگروویتس واقع شده‌است. گمینا وانگروویتس ۳۴۷٫۷۵ کیلومتر مربع مساحت و ۱۱٬۳۳۳ نفر جمعیت دارد.